# Миронов Петро Григорович
Петро Григорович Миронов (20 червня 1956, Київ) — український актор театру та кіно, режисер, поет, письменник. За визначенням театрознавиці Олени Богомазової, поєднує у своїй виконавчій манері «гострохарактерність та темперамент з потужним ліричним забарвленням».
Понад 20 років — провідний актор Київського академічного театру драми і комедії на лівому березі Дніпра (1998—2020). З 2020 року — провідний актор Київського академічного театру «Колесо». Майстер моновистав, виконавець різнопланових та різножанрових ролей, зокрема, Василя Стуса та Шарля Азнавура.

## Життєпис

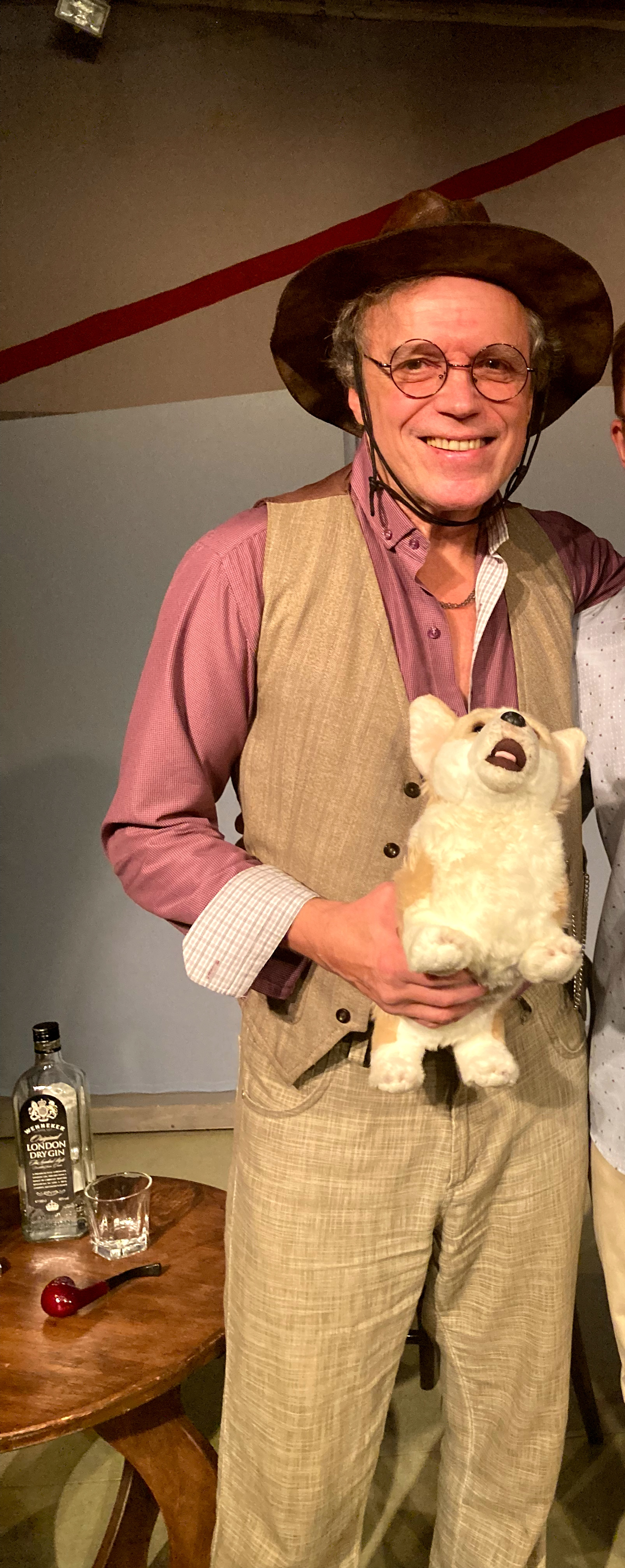
Петро Миронов після вистави «Троє у човні, якщо не рахувати собаки», театр «Колесо», жовтень 2023 року

Народився 20 червня 1956-го року у Києві. Після ранньої смерті батька жив в інтернаті, у театральній студії якого вперше вийшов на сцену.
У 1978-му році закінчив Російський інститут театрального мистецтва. Однокурсник акторів Івана Шабалтаса, Лідії Матасової, Анатолія Немова, Олени Силіної, учень режисерів та акторів Всеволода Остальського, Володимира Левертова, Євгенії Козиревої, Любові Шах.
Відтоді ж — актор Калінінського драматичного театру (місто Калінін, РСФСР). У 1984-му році повернувся до Києва, протягом 10 років — актор Київського театру поезії під керівництвом Валерія Пацунова. Працював ведучим на радіостанціях, вихователем в інтернаті, керував театральною студією при ньому.
З 1998-го року — провідний актор Київського академічного театру драми і комедії на лівому березі Дніпра під керівництвом Едуарда Митницького, деякий час працював завідувачем літературної частини театру. У 2004-му році, разом з багатьма колегами по театру, нагороджений званням «Заслужений артист Росії», у 2022-му році відмовився від цього звання.
У 2009-му році написав 500-сторінкову книгу «Преломление лучей: Избранное», у якій, за визначенням театрознавиці Алли Підлужної, «винахідливо відображена доля актора, творче перекладена мовою самобутньої, образної прози й пронизливої, по-філософському зосередженої, філігранно відточеної поезії».
У 2020-му році звільнився з театру через розбіжності у поглядах з його новим керівництвом та відсутність нових ролей. Перейшов до Київського академічного театру «Колесо», де задіяний у понад 10 виставах, зокрема, власних моновиставах.
Засновник, режисер та актор театру «Астрея» при Будинку актора. У різні періоди життя був актором Київського камерного театру «Дивний замок», Київського класичного художнього альтернативного театру та театру «Маскам рад».
Майстер моновистав, виконавець різнопланових та різножанрових ролей, зокрема, Василя Стуса та Шарля Азнавура. Зіграв приблизно у 70-ти кінофільмах та телесеріалах. Автор великої кількості віршів, поетичних збірок.
Був одружений, виховав доньку.

## Театральний доробок (частковий)

### Калінінський драматичний театр
- «Жестокие игры» (Олексій Арбузов) — Терентій
- «Отпуск по ранению» (В'ячеслав Кондратьєв) — Володька Канаєв
- «Смотрите, кто пришёл!» (Володимир Арро) — Кінг

### Київський театр поезії
- 1988 — «Калігула» (Альбер Камю) — Калігула

### Будинок актора
- 1990 — «Любовь в Сантьяго» (Євген Євтушенко) — поет
- 1992 — «Отелло» (Вільям Шекспір) — Яго
- 1992 — «Ахматова, Ваш выход» (Петро Миронов) — Микола Гумільов
- 1996 — «Сыграй ещё разок» (Вуді Аллен) — Вуді Аллен
- 1997 — «Ревизор» (Микола Гоголь) — Хлестаков
- 1998 — «Сирано де Бержерак» (Едмон Ростан) — Сірано де Бержерак
- «Анна Ярославна» (Валентин Соколовський) — король Анрі / монах Філіп
- «Мужчина и женщина ищут квартиру» (Михайло Рощин) — чоловік
- «Адам и Ева» (Марк Твен, Петер Турріні) — Адам
- «Война богов» (Еваріст де Парні) — Еваріст
- «Здравствуй, общества разнообразье!..» (Михайло Свєтлов) — Свєтлов
- «Дальше… Дальше… Дальше…» (Михайло Шатров) — Володимир Ленін
- «Контракт» (Славомир Мрожек) — Моріс
- «Король умирает» (Ежен Йонеско) — король Беранже
- «Сказ про Федота-стрельца, удалого молодца» (Леонід Філатов) — Федот

### Київський камерний театр
- 1990 — «Заповедник» (Сергій Довлатов) — автор
- 1991 — «Гамлет» (Вільям Шекспір) — Гамлет

### Київський академічний театр драми і комедії на лівому березі Дніпра
- 1998 — «Рогоносец» (Фернан Кроммелінк) — чоловік Флоранс
- 1998 — «Игра о влюблённом ростовщике» (Мольєр) — Брендавуан
- 1998 — «Каприз принцессы» (Савелій Ципін) — садівник / другий глашатай
- 1998 — «Дура» (Марсель Ашар) — Жульєн Морістан
- 1999 — «Идеальный муж» (Оскар Вайлд) — лорд Артур Ґорінґ
- 1999 — «Что вы потеряли в чужих снах?» (Макс Фріш, «Санта Крус») — схвильований
- 1999 — «Як лис доцарювався» (Ярослав Ярош) — Вовчик
- 2000 — «Анна Каренина» (Лев Толстой) — Костянтин Левін
- 2001 — «Ах, мой милый Августин» (Петер Ензікат) — королівський винахідник
- 2002 — «Любовь времён Людовика» (Мольєр) — Любен
- 2002 — «Женитьба» (Микола Гоголь) — Ніканор Іванович Анучкін
- 2003 — «Корсиканка» (Іржі Губач) — Попілтон / генерал Гурго
- 2003 — «Тайна страсти жгучей» (Едмон Ростан, «Романтики») — Паскіно
- 2003 — «Море… Ночь… Свечи» (Йосеф Бар-Йосеф) — Йона
- 2004 — «Наш городок» (Торнтон Вайлдер) — ведучий / Саймон Стімсон
- 2004 — «Тайны королевского дворца» (Леонід Жуховицький) — міністр
- 2005 — «Ромео і Джульєтта» (Вільям Шекспір) — граф Паріс
- 2006 — «Очередь» (Олександр Мардань) — професор
- 2006 — «Голубчики мои!..» (Федір Достоєвський, Олександр Володін) — Беляєв
- 2007 — «Розовый мост» (Роберт Джеймс Воллер, «Мости округу Медісон») — Віллі
- 2008 — «Том Сойер» (Ярослав Стельмах) — Меф Поттер / Джефф Тетчер
- 2010 — «Возвращение блудного отца» (Ілля Ноябрьов) — чоловік сестри
- 2011 — «Поздно пугать…» (Василь Сігарєв, «Божьи коровки возвращаются на землю») — Кульок
- 2011 — «Высшее благо на свете» (Іван Тургенєв, «Месяц в деревне») — Іслаєв
- 2012 — «26 комнат» (Антон Чехов, «Леший») — Вафля
- 2012 — «Войцек. Карнавал плоти» (Георг Бюхнер) — лікар
- 2013 — «Чего хотят женщины?» (Арістофан) — Блепір
- 2014 — «С любимыми не расслабляйтесь!..» (Джин Керр, «Випадковий дотик») — Джефф Купер, викладач літератури в університеті
- 2015 — «Дикарь» (Алехандро Касона) — сеньйор Ролдан
- 2016 — «Верная жена» (Сомерсет Моем) — Бернард Керсал
- 2017 — «Не оставляй меня!..» (Теренс Реттіген, «Глибоке синє море») — містер Міллер

### Театр «Астрея»
- 2010 — «Евгений Онегин» (Олександр Пушкін) — автор
- 2011 — «Камертон Врубеля» (Валентин Соколовський) — Михайло Врубель

### Київський класичний художній альтернативний театр
- 2012 — «Еврейские часы» (Андрій Рушковський, Сергій Кисельов) — сутенер / політолог

### Київський академічний театр «Колесо»
- «Місяць на селі» (Іван Тургенєв — Іслаєв Аркадій Сергійович
- «Блаженний острів» (Микола Куліш) — Гуска Саватій Савлович
- «Уявно хворий» (Мольєр) — Арган, уявно хворий
- «Азалія» (Ів Жаміак) — Давид
- «Міріам» (Олег Юр'єв) — Отаман
- «Одеса. Шалене кохання» — Мархоцький, тато Стасіка
- «Антігона» (Софокл) — Тіресій
- «У Києві, на Подолі.., або „Гдє ві сохнітє бєльйо?“» (Микола Янчук, «По ярмарку») — Хома
- «Маестро Азнавур. Une vie d'amour» (Тамара Альохіна) — Шарль Азнавур
- «Чорний птах із білою відзнакою» — Василь Стуc
- «Врубель» — Михайло Врубель
- «Троє у човні, якщо не рахувати собаку» (Джером Клапка Джером) — Джордж / Гарріс / Джей

## Фільмографія
- 1967 — «Друге квітня» — Юра Фонарьов
- 1973 — «Як гартувалася сталь» (4 серія) — Гришутка
- 1997 — «Святе сімейство» — священник
- 2002 — «Под крышами большого города» — Матвій, музикант
- 2004 — «Співрозмовник» («Маленькі історії великого міста») — Герой
- 2004 — «Русское лекарство» (10 серія) — Геннадій, адвокат
- 2005 — «Повернення Мухтара» («Кино и немцы»; 11 серія) — режисер-наркоман
- 2007 — «Повернення Мухтара» («Бермудский треугольник»; 58 серія) — Комаров, лікар-злочинець
- 2007 — «Все должны умереть» — Турок, сутенер
- 2007 — «Когда её совсем не ждёшь» — Саша
- 2007 — «Прощёное воскресенье» — злий гінеколог
- 2007 — «Російський трикутник» — Віктор Альошин
- 2007 — «Сыщик Путилин» («Князь ветра»; 5, 6 серії) — Рогов
- 2008 — «Отряд» — мисливець
- 2008 — «Про Любовь»
- 2008 — «Смерть шпионам. Крым» (1 серія) — Борис Юхимович Фанаріотов, кореспондент
- 2008 — «Хорошие парни» — коронер-експерт
- 2009 — «Блудные дети»
- 2009 — «Кукла»
- 2009 — «Альпинист» — лікар
- 2009 — «По закону» («Кто следующий?»; 34 серія) — Микола Рощин
- 2009 — «Чужие ошибки» («Мой папа — маньяк») — батько-інвалід
- 2009 — «Чужие души» — Солнцев
- 2009 — «Тато»
- 2010 — «Правила угона» (1 серія) — лікар-невропатолог
- 2010 — «Брат за брата» (9 серія) — Клоп, алкоголік
- 2010 — «Вера, Надежда, Любовь» — наречений
- 2010 — «Враг номер один» — лікар-онколог
- 2011 — «Белые розы надежды» (1, 3 серії) — директор музичної школи
- 2011 — «Весна в декабре» — лже-музейник
- 2011 — «Повернення Мухтара-7» («Бюст»; 54 серія) — Автанділ Петров, скульптор
- 2011 — «Экстрасенсы-детективы» («Свободный полёт»; 2 серія) — Збарський, науковець-злочинець
- 2011 — «Кто кому кто» — Борис Андрійович
- 2011 — «Небесные родственники» (3 серія) — лікар
- 2011 — «Кордон следователя Савельева» — антиквар
- 2011 — «Остров ненужных людей» — тренер «Школи життя»
- 2011 — «Свати-5» — репетитор
- 2011 — «Дело для двоих» — лікар
- 2011—2012 — «Порох и дробь» — Любич, пацієнт психіатрічної лікарні
- 2012 — «Жіночий лікар» (33 серія) — Микола Димов, керівник циганського ансамблю
- 2012 — «Кордон следователя Савельева» (1-2 серії) — колекціонер Осипов
- 2012 — «Мечты из пластилина» — архітектор
- 2013 — «Подвійне життя» — Шалигін, адвокат
- 2013 — «Домоправитель» — викладач в інституті архітектури
- 2014 — «Дело для двоих» — Свєтозаров, лікар
- 2014 — «До свидания, мальчики» — Лисько, фотограф
- 2014 — «Київський торт» — художник
- 2014 — «Лабиринты судьбы»
- 2014 — «Личное дело» — банківський боржник
- 2014 — «Только не отпускай меня» — Анатолій Конопльов, батько Наталі
- 2014 — «Чарли» — божевільний лікар
- 2015 — «Алмазный крест» — брат Керенського
- 2015 — «Влюбленные женщины» — психолог
- 2015 — «По законам военного времени» — директор театру
- 2016 — «Чуже життя» — працівник моргу
- 2016 — «Подкидыши» — Владислав Миколайович, нотаріус
- 2016 — «Я з тобою» — директор цирку
- 2017 — «В последний раз прощаюсь» — викладач малювання
- 2017 — «Наступит рассвет»
- 2017 — «Хороший хлопець» — Микола Абрамович Фельдман, лікар
- 2017 — «Цветы дождя» — Віктор Борисович, диригент
- 2017 — «Що робить твоя дружина?» — режисер
- 2018 — «Сёстры по наследству» — Рафаель Гулієв, режисер театру
- 2018 — «Чуже життя» — Яковлєв
- 2019 — «Тільки диво» — Туксен, лікар
- 2019 — «Прєподи»
- 2019 — «Консультант»
- 2020 — «Експерт» — Валерій, лікар
- 2021 — «Джек і Лондон» — професор

## Нагороди
- 2004, 15 січня — Заслужений артист Росії — за великий внеcок у розвиток мистецтва та укріплення російсько-українських культурних зв'язків[5] (зі слів актора, 2022-го року відмовився від звання, записав відео-звернення до Володимира Путіна[3])
- 2012 — бронзовий диплом Міжнародного театрального форуму «Золотий Вітязь» (Москва) за моновиставу «Євгеній Онєгін»[6]
- 2021 — ХХІІІ Міжнародний театральний фестиваль «Мельпомена Таврії» — номінація «Акторська майстерність» за роль Гуски у виставі «Блаженний острів» М. Куліша, Київський академічний театр «Колесо»[7]